# Portaldrehkran Anklam

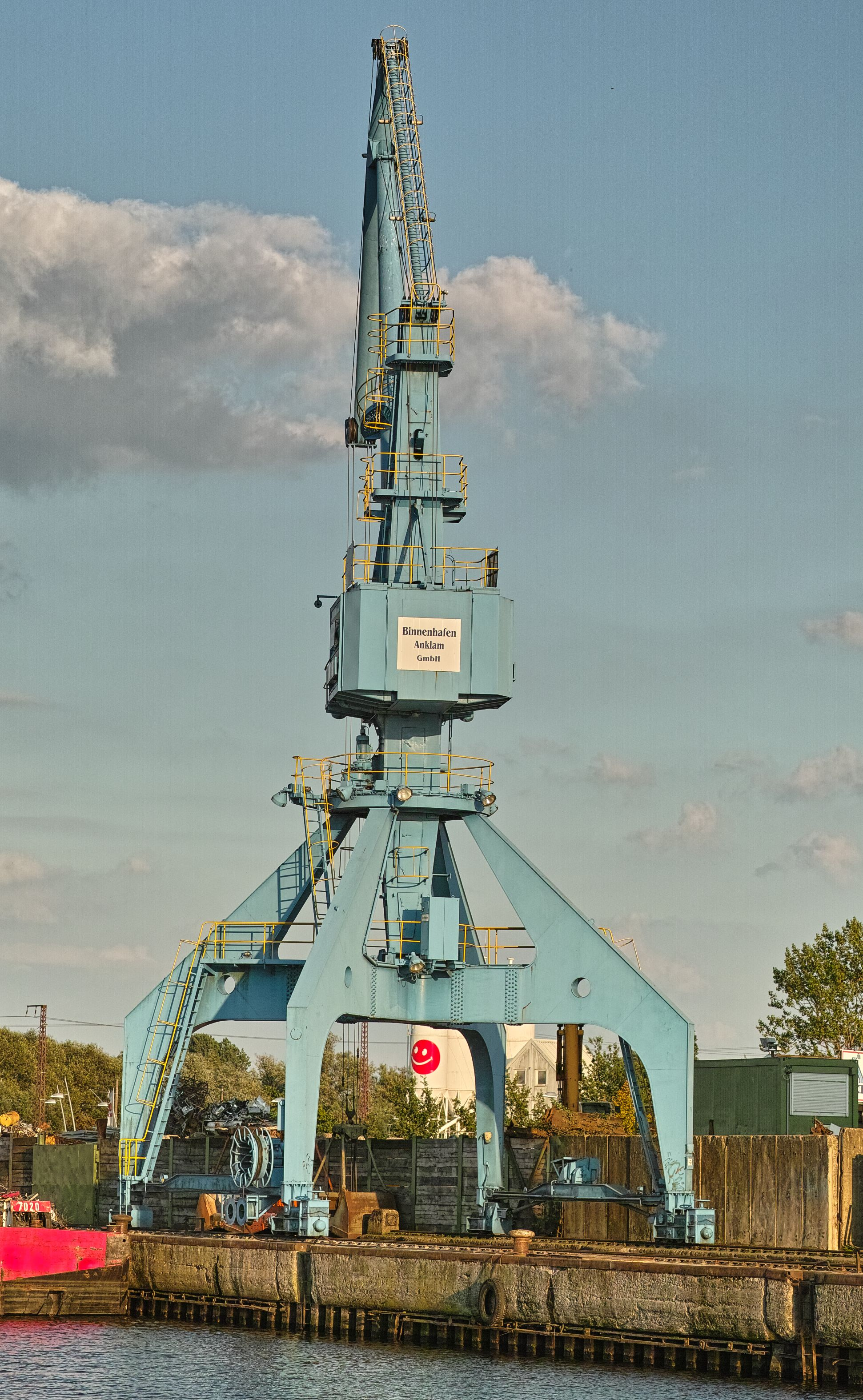

Der Portaldrehkran Anklam in Anklam (Mecklenburg-Vorpommern) im Binnenhafen beim alten Speicher ist ein unter Denkmalschutz stehender, 1963 in Eberswalde entwickelter und 1964 bis 1966 als Prototyp erbauter Hafenkran.

## Geschichte

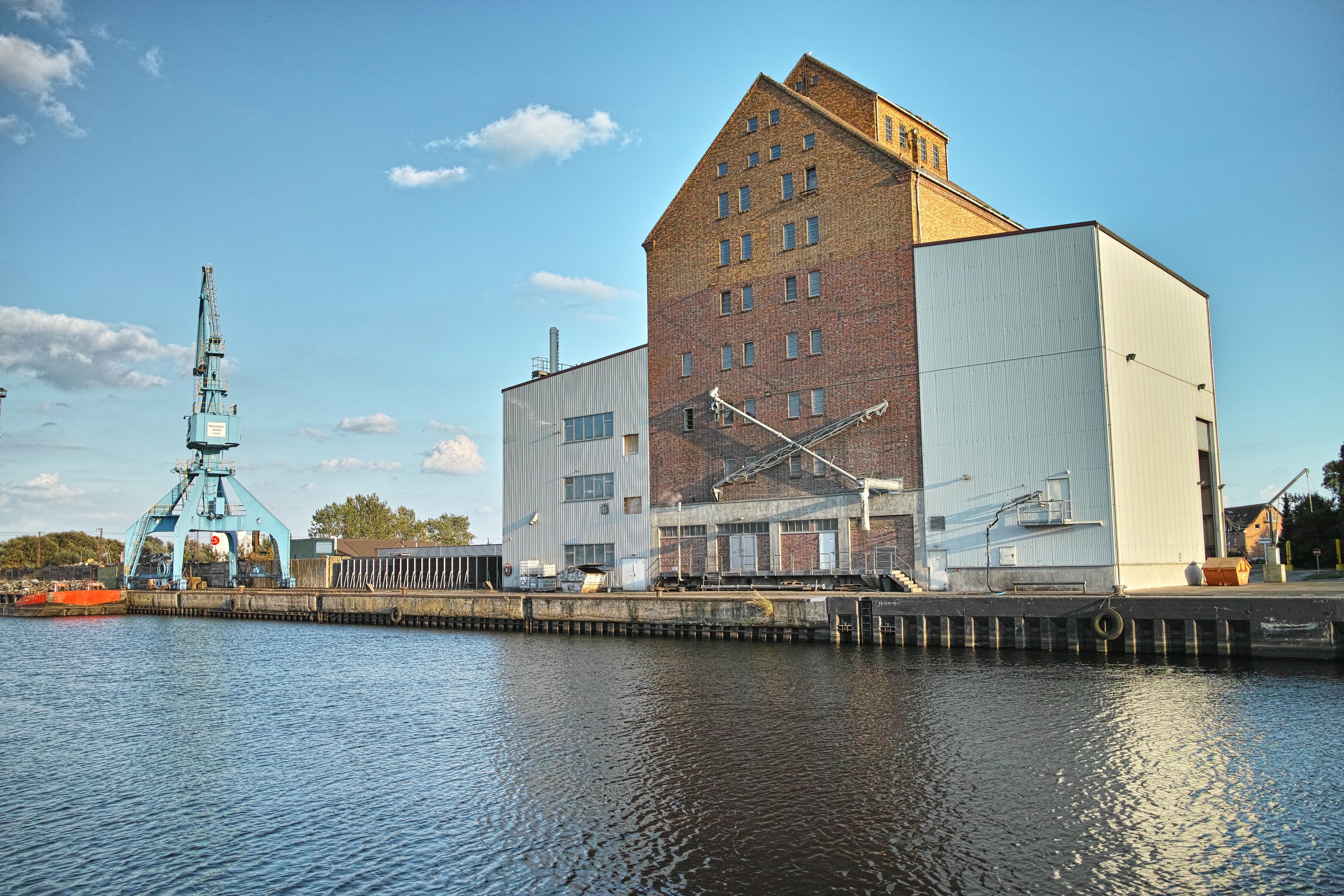
Speicher und Kran am Binnenhafen

Der Portaldrehkran der Binnenhafen Anklam GmbH wurde von 1963 bis 1964 von der VEB Kranbau Eberswalde (VEB Kombinat TAKRAF) als Prototyp einer Serie als Hafenkran entwickelt. Der Aufbau und die Inbetriebnahme erfolgte ab 1964 im Rahmen des Ausbaus der Hafenanlagen (Speicher, Gleisanlagen). Ende 1966 erfolgte die Inbetriebnahme, zunächst im stationären, Mitte 1967 im vollständigen Betrieb. Bis in die 1990er Jahre tat er seinen Dienst als Hauptstütze des Schütt- und Stückgutumschlags beim VEB Hafenumschlagsbetrieb Anklam. 1983 erfolgte eine Generalreparatur. Bis circa 2018 war der heute unter Denkmalschutz stehende Kran noch funktionstüchtig. Der Doppellenker-Blocksäulen-Wippdrehkran hat eine Tragkraft von 5 Tonnen bei einer Ausladung von 7 bis 22 Metern und eine Hubhöhe von ca. 16,5 Metern.
Die Hanse- und Lilienthalstadt Anklam an der Peene mit 12.331 Einwohnern (2019) wurde erstmals 1243 als oppidum (Siedlung) und 1264 als civitas (Stadt) erwähnt und bereits 1283 Hansestadt.
Der 3 Hektar große und 3 Meter tiefe Binnenhafen mit einem Jahresumschlag von ca. 90.000 Tonnen hat eine Kailänge von 935 Metern.